# Hermann Fehling (Mediziner)

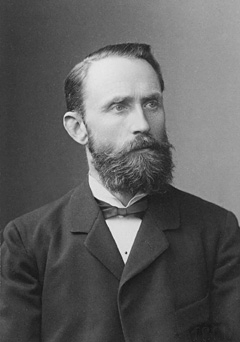
Hermann Fehling, vor 1899

Hermann Fehling (* 14. Juli 1847 in Stuttgart; † 11. November 1925 in Baden-Baden) war ein deutscher Gynäkologe und Geburtshelfer sowie Hochschullehrer.

## Leben und Wirken
Hermann Fehling wurde als Sohn des Chemikers Hermann Christian von Fehling, Professor an der Technischen Hochschule in Stuttgart, geboren. Nach dem Besuch des Gymnasiums in Stuttgart studierte Fehling zunächst an der Technischen Hochschule Naturwissenschaften, danach Medizin an der Eberhard Karls Universität Tübingen und der Universität Leipzig.
Er nahm am Deutsch-Französischen Krieg teil und wurde mit der Württembergischen Verdienstmedaille ausgezeichnet. 1872 trat er als Assistenzarzt in die Universitätsfrauenklinik Leipzig an. Dort wurde er zum Dr. med. promoviert. Studienreisen führten ihn nach Wien, Prag, London, Glasgow und Edinburgh. 1876 habilitierte er sich in Leipzig.
1877 wurde er als Dozent an die Württembergische Landeshebammenschule in Stuttgart berufen. Bereits im selben Jahr übernahm er die Leitung der Schule. 1883 erhielt Fehling einen Lehrauftrag an der Universität Tübingen. 1887 folgte er dem Ruf auf den Lehrstuhl für Geburtshilfe an der Universität Basel. Als Direktor des Frauenspitals konzipierte er einen Neubau, der damals als einer der modernsten der Welt galt. 1894 wurde Fehling als o. Professor für Geburtshilfe und Direktor der Frauenklinik an die Friedrichs-Universität Halle berufen. Den Ruf der Universität Tübingen lehnte er 1897 ab. 1900 folgte er dem Ruf an die Kaiser-Wilhelms-Universität Straßburg. 1908/09 war er ihr Rektor.
Als Generaloberarzt koordinierte er während des Ersten Weltkrieges die Tätigkeit der zu  Reservelazaretten umgewandelten Universitätskliniken in Straßburg. Ende 1918 wurde er mit den anderen deutschen Professoren der Universität ausgewiesen und ließ sich in Baden-Baden nieder. Dort starb Fehling 1925 im Alter von 77 Jahren. Der Gynäkologe Karl Franz war sein Schwiegersohn.
Hermann Fehling gründete 1877 mit Heinrich Fritsch das Centralblatt für Gynäkologie. Er publizierte unter anderem über den Stoffumsatz im Fötus, die Entstehung des rachitischen Beckens, die sogenannte Schwangerschaftsniere, die Braxton Hicks-Wendung, 1887 die Kastration zur Heilung der Osteomalazie und die Eklampsie. Das Fehlingsche Röhrchen, das zum Abfluss des Eiters bei einer Pyometra in die Cervix uteri eingelegt wird, trägt seinen Namen.

## Schriften (Auswahl)
- Lehrbuch der Geburtshilfe für Hebammen. 1883.
- Über neuere Kaiserschnittmethoden. 1884.
- Handbuch der Geburtshilfe. 1888.
- Physiologie und Pathologie des Wochenbetts. 1890.
- Lehrbuch der Frauenkrankheiten. 1900.
- Diagnostische und therapeutische Irrtümer und deren Verhütung in der Schwangerschaft. 1921, Reprint VDM Verlag Dr. Müller, Saarbrücken 2008, ISBN 978-3-8364-4024-0.
- Entwicklung der Geburtshilfe und Gynäkologie im 19. Jahrhundert. Berlin 1925, Reprint VDM Verlag Dr. Müller, Saarbrücken 2009, ISBN 978-3-8364-4025-7.

## Ehrungen
- Mitglied der  Deutschen Akademie der Naturforscher Leopoldina (1884)
- Präsident (1907–1909) und Ehrenmitglied der  Deutschen Gesellschaft für Gynäkologie und Geburtshilfe